# Chikwawa (distrikt)
Chikwawa är ett av Malawis 28 distrikt och ligger i Southern Region. Huvudort är Chikwawa. Distriktet täcker en areal på 4 755 km² och hade vid folkräkningen 2008 en befolkning på 438 895.

## Källa